# 威爾斯循理派大復興
威爾斯循理派大復興（英語：Welsh Methodist Revival）是在十八世紀時的一個福音復興，在威爾士這地方振興了基督教。衛理公會的牧師，像是鍾斯(Griffith Jones)、William Williams和哈里斯(Howell Harris)等，都深深在這運動中發揮影響力。這次的復興結束於1790年末，也就是在Williams、約翰·衛斯理和羅蘭德(Daniel Rowland)死後。由於這次復興對威爾士的影響，導致建立了加爾文循道宗(Calvinistic Methodists)），並振興一些反對意見的教會。
在1730和40年代，來自歐洲的敬虔運動和清教徒主義，這兩股生氣勃勃的力量，致使教會猶如出現了新生的時代。一些信仰復興的運動興起，在英國叫做福音奮興或循道復興，在北美則叫做大覺醒運動。通常認為奮興運動開展到達威爾斯，是從1738年到1742年。其實，像在美國發展的過程一樣，在這之前奮興運動早有跡象可尋。
1735年夏季，奮興運動幾乎同時出現在英國威爾斯的塔爾加斯(Talgarth)和蘭格伊陶(Llangeitho)。跟英國其他地方比起來，威爾斯大復興是早於英格蘭大復興的。
鍾斯(Griffith Jones，1683-1761)是威爾斯巡迴慈善學校的創辦人，他在蘭道若(Llandowror)宣揚福音信息已有二十年之久，他真夠資格被稱為”循道宗奮興運動的晨星”。他致力於進一步推行社會及宗教改革，有幾次的遊行佈道非常成功，可說是巡迴佈道的先驅，他所組織的教會日後也發展成為巡迴式的。他在當時是基督教知識促進會(Society for Promoting Christian Knowledge)的著名領袖。
1735年夏季，塔爾加斯小學校長哈里斯([Howell Harris，1714-73)閱讀基督教知識促進社出版的書籍後深受感動，結果在聖靈降靈節的主日，在聖餐聚會當中信主，在他的心裡充滿著”對上帝之愛的火”。他將他新獲得的重生經驗不斷地向人做見證，又組織信徒小組。不久就聚集了一小群信徒，而這些人便是威爾斯的加爾文循道宗的前身。
哈里斯決心加入聖公會的事奉行列，但是卻四次被拒按立，終其一生為一平信徒講員。他經常從事巡迴佈道，常常是一天有六場講道，他以兩年的時間徒步二萬五千哩，共計一百廿五場講道。他的講道鼓舞了南威爾斯各地教會的復興。1739年，他遷往北威爾斯佈道，工作成果之佳可與約翰·衛斯理和懷特腓德在英國的工作相比美。 1752年，他在特雷維加(Trevecca)成立了一個宗教會社，訓練學生投入事奉，並得到坦丁頓伯爵夫人的支持。
也在1735年，羅蘭德(Daniel Rowland，1713-90)在蘭格伊陶聽了鍾斯的講道，在靈性上得到了復興。而羅蘭德在他牧區的講道，連帶也促成了那個地區的復興。他到處巡迴佈道，在1742年時，他自己的教會已有二千人守聖餐。之後哈里斯與羅蘭德相遇，他們一同為威爾斯人得到屬靈福氣而努力做工。
以上這些人在十八世紀後半葉幾乎攪動了整個威爾斯，這些傳道人的復興事工不但讓人心甦醒，他們所建立的學校和大學也正好用以供應威爾斯教育上的需要，為威爾斯的教育奠下良基，有卓越的貢獻。
英國威爾斯在復興歷史上享有“復興之地”的美譽，由18世紀中葉開始的二百多年裡，先後出現過多次福音復興運動，本條目所指的乃是發生於1735-1790s年左右的那次福音大復興，許多提到威爾斯大復興的資料，乃是指發生於1904-1905年左右的威爾斯大復興，該次復興主要是由伊凡·羅伯斯(Evan Roberts)所帶動，且最為信徒所熟悉，而所帶來的屬靈影響力也是最廣泛、最深遠的。其間禱告會普遍興起，威爾斯只是其中主要的代表，兩年內增加了十萬會友。十年內復興遍及六大洲許多宗派，頭兩年已有500萬人歸主：1903至1906年，英國教會增加了五、六十萬會友。美國亦全面受影響。